# Ligne de Villeneuve-Saint-Georges à Montargis
La ligne de Villeneuve-Saint-Georges à Montargis par Corbeil ou ligne VMC est une ligne de chemin de fer située dans les départements français du Val-de-Marne, de l'Essonne, de Seine-et-Marne et du Loiret. Elle est composée de quatre sections accueillant des trafics distincts :
- de Villeneuve-Saint-Georges à Juvisy, où existe un trafic mixte banlieue (RER D) et fret ;
- de Juvisy à Corbeil-Essonnes, où circulent les trains du RER D, des trains de fret et des trains de nuit reliant Paris au quart Sud-Est de la France ;
- de Corbeil-Essonnes à Malesherbes, où circulent les trains du RER D, mais aussi quelques trains de fret ;
- de Malesherbes à Montargis, où circulent quelques trains de fret entre Montargis et Auxy - Juranville.

La section de Villeneuve-Saint-Georges à Corbeil-Essonnes constitue, avec son prolongement par la ligne de Corbeil-Essonnes à Montereau par Melun, un itinéraire de dédoublement de la ligne de Paris-Lyon à Marseille-Saint-Charles.
Elle constitue la ligne 745 000 du réseau ferré national.

## Histoire

### Genèse de la ligne

#### La ligne de Juvisy à Corbeil, de 1840 à 1857
Le 7 juillet 1838 une loi concède un embranchement sur Corbeil, conjointement à la ligne de Paris à Orléans, à une compagnie dirigé par Casimir Leconte.
Le 17 septembre 1840, la Compagnie du chemin de fer de Paris à Orléans ouvre la ligne de Paris-Austerlitz à Corbeil suivant la rive gauche de la Seine. La présence de nombreux moulins le long de la rivière Essonne à Corbeil et de magasins à grains, avait justifié l'intérêt de cette ligne.
L'ancienne ligne de Paris à Corbeil, d'une longueur de 30,250 km, reliait la gare d'Austerlitz à l'embarcadère de Corbeil et comportait six stations : Choisy-le-Roi, Ablon, Mons, Viry, Ris et Évry. Cette ligne connut un très grand succès avec près de 800 000 voyageurs en 1843, date à laquelle fut inaugurée la ligne d'Orléans qui se débranchait à Juvisy de la ligne Paris – Corbeil. La gare de bifurcation de Juvisy est ouverte lors de l'ouverture de la ligne d'Orléans, en mai 1843.
La liaison Paris – Juvisy – Étampes devint alors la banche principale de la ligne de Paris à Orléans. L'embranchement Juvisy – Corbeil devint une branche secondaire. Cette branche fut reprise par la Compagnie des chemins de fer de Paris à Lyon et à la Méditerranée en 1857.

#### Le Grand Central et la reprise par le PLM (1855-1857)
Les 2 février et 6 avril 1855, les compagnies des chemins de fer de Paris à Orléans, de Paris à Lyon, et du Grand-Central signent avec le ministre des Travaux publics une convention portant création d'une société en commandite, connue sous le nom de « syndicat du Bourbonnais. » La convention attribue aussi à la société la concession d'un chemin de fer « de Paris à Lyon par Corbeil et Moret, Nevers, Roanne et Saint-Étienne, d'un côté, Tarare de l'autre » dont la section entre Corbeil et Montargis fait partie. Cette convention est approuvée par un décret impérial le 7 avril 1855. Le décret précise par ailleurs le tracé des lignes, ainsi que ses embranchements à Juvisy ou Corbeil sur le réseau de la Compagnie d'Orléans, et à Moret sur celui de la Compagnie Paris-Lyon. Mais la Compagnie du chemin de fer Grand-Central de France est victime d'une déconfiture financière et est démantelée en 1857. Cela provoque la disparition de la société commune qui est démembrée au profit de la Compagnie du chemin de fer de Paris à Orléans et de la constitution de la Compagnie des chemins de fer de Paris à Lyon et à la Méditerranée. Cette dernière compagnie récupère notamment la concession de la ligne de Juvisy à Corbeil (ainsi que les lignes précitées concédées au syndicat) et reçoit la concession d'une ligne de Villeneuve-Saint-Georges à Juvisy lors de sa création par la convention signée le 11 avril 1857 entre le ministre des Travaux publics et les Compagnie du chemin de fer de Paris à Lyon et Compagnie du chemin de fer de Lyon à la Méditerranée. Cette convention est approuvée par décret le 19 juin 1857.
La Compagnie des chemins de fer de Paris à Lyon et à la Méditerranée met en service le tronçon Moret – Montargis – Nevers le 21 septembre 1861, achevant son second itinéraire de Paris à Lyon, par Roanne et Saint-Étienne. Le PLM s'empresse aussi de relier Juvisy à sa grande ligne de Bourgogne : le tronçon Villeneuve-Saint-Georges – Juvisy (7 km) est ouvert le 18 mai 1863. La gare de Vigneux fut ouverte lors du raccordement.
La liaison Villeneuve-Saint-Georges – Juvisy a été réalisée grâce à la construction d'un pont en biais à 70° sur la Seine en 1857, pont baptisé « le pont d'Athis ». Ce pont fut détruit le 14 septembre 1870 pour empêcher les troupes allemandes de passer la Seine lors de l'investissement de Paris. Il fut reconstruit en 1871. La partie aval fut reconstruite en acier en 1903.

#### Le prolongement vers Maisse en 1865
Le prolongement jusqu'à La Ferté-Alais et Maisse, long de trente-trois kilomètres, ouvre le 5 janvier 1865. Cette section comporte les nouvelles gares de Mennecy, Ballancourt, La Ferté-Alais, Boutigny et Maisse.
La création de la ligne entraina un remaniement complet de la gare de Corbeil et un déplacement des voies en provenance de Juvisy. À l'origine, la gare de Corbeil était située dans le prolongement de la ligne dont elle était le terminus. La gare était donc orientée nord – sud, parallèlement à la Seine. Le prolongement de la ligne vers Montargis, le long de la rivière Essonne, nécessita d'orienter les voies vers l'ouest à l'entrée nord de la gare et la création d'une nouvelle gare. La gare est donc depuis orientée est – ouest.

#### Le prolongement vers Montargis en 1867
Les travaux du dernier tronçon de Maisse à Montargis, long de soixante kilomètres, sont adjugés fin 1863. Ils démarrent en 1864 et s'achèvent en mai 1867. Le 6 mai, le tronçon est mis en service, sans inauguration officielle, mais par une population en liesse : cette ligne, à voie unique, permet le désenclavement des industries de la vallée de l'Essonne, et le transport, à coût réduit, des engrais nécessaires à l'agriculture locale.
La section de la ligne Corbeil – Maisse fut mise à double voie le 17 avril 1882 ; la section Maisse – Montargis le fut le  28 août 1883.

## La ligne

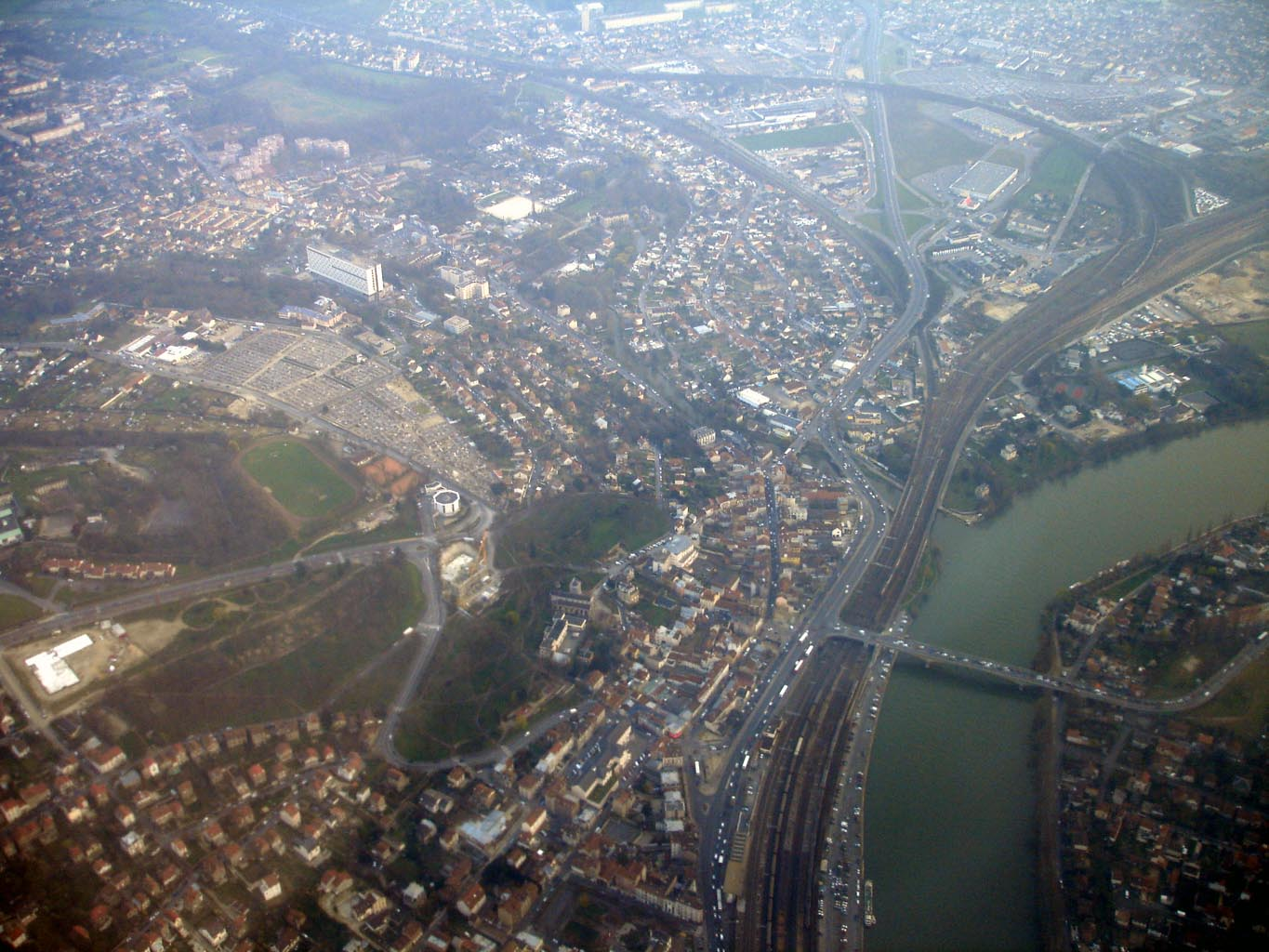
La bifurcation de Villeneuve-Saint-Georges. Les voies de gauche se dirigent vers Melun via Combs-la-Ville, celles de droite vers Corbeil-Essonnes.

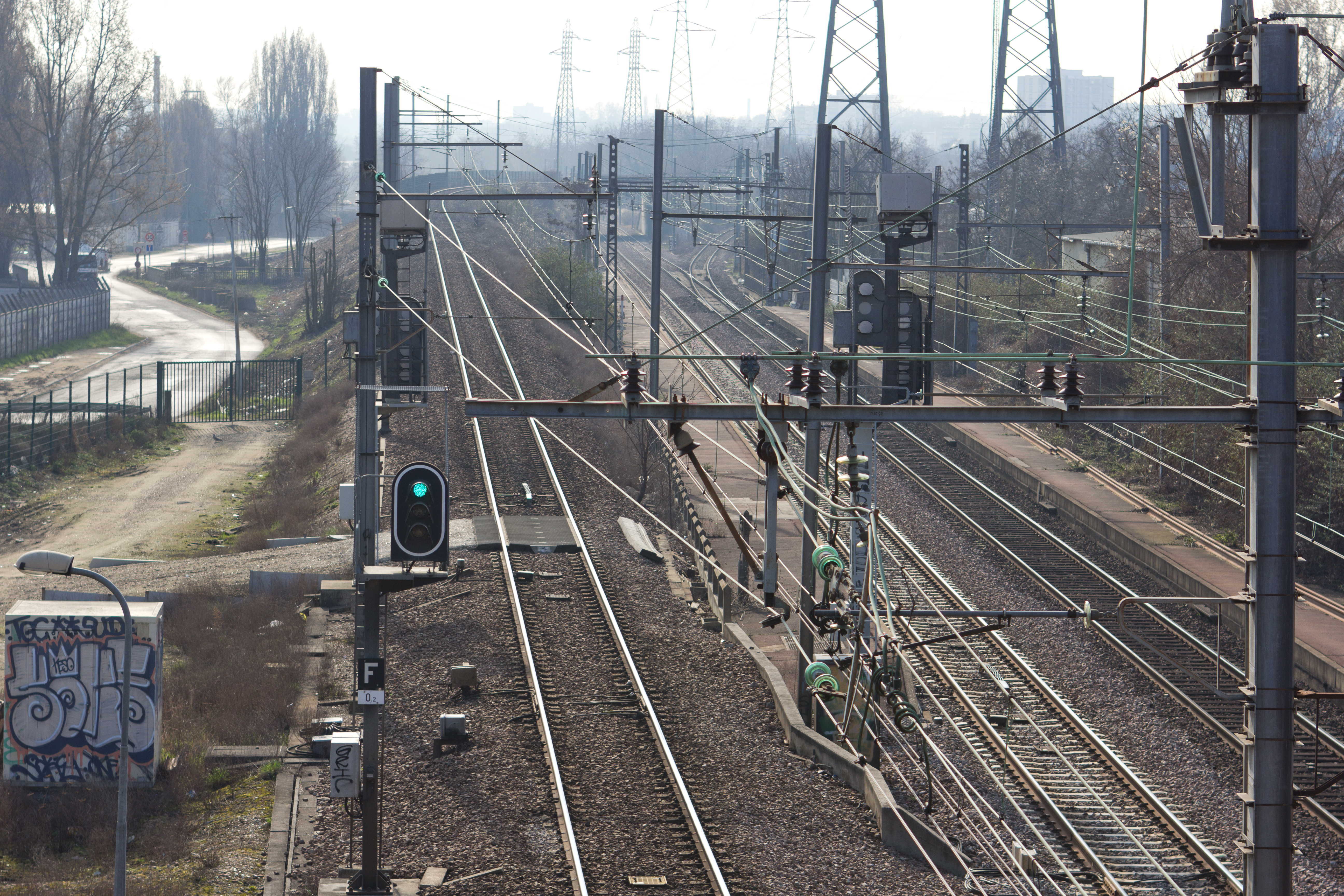
Rampe permettant de franchir la ligne provenant de Corbeil sans la cisailler, à côté de l'ancienne gare de Grigny-Val-de-Seine.

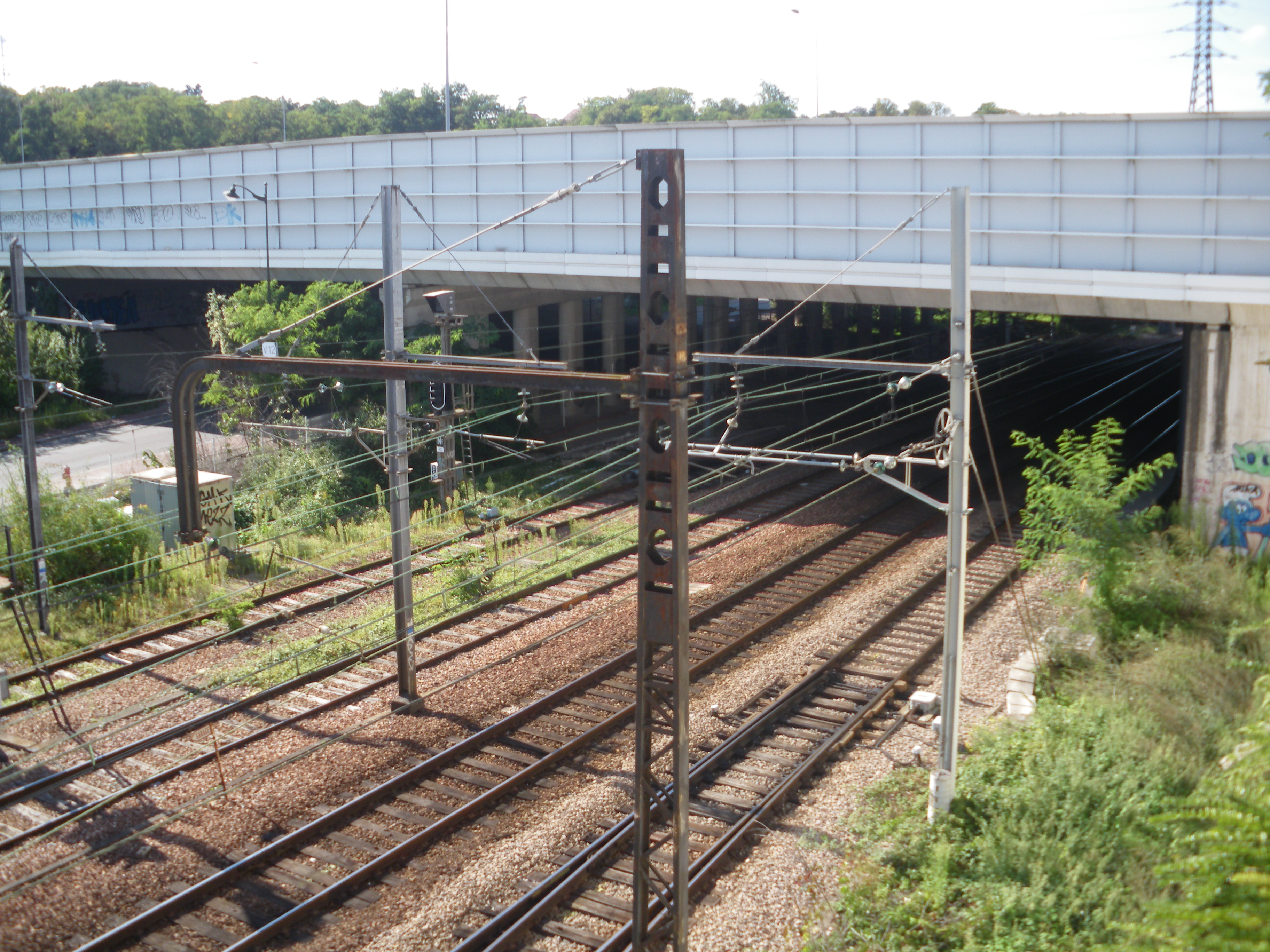
Les voies de la VMC au niveau du pont de la N104 (Francilienne), à l'approche de la gare de Corbeil-Essonnes.

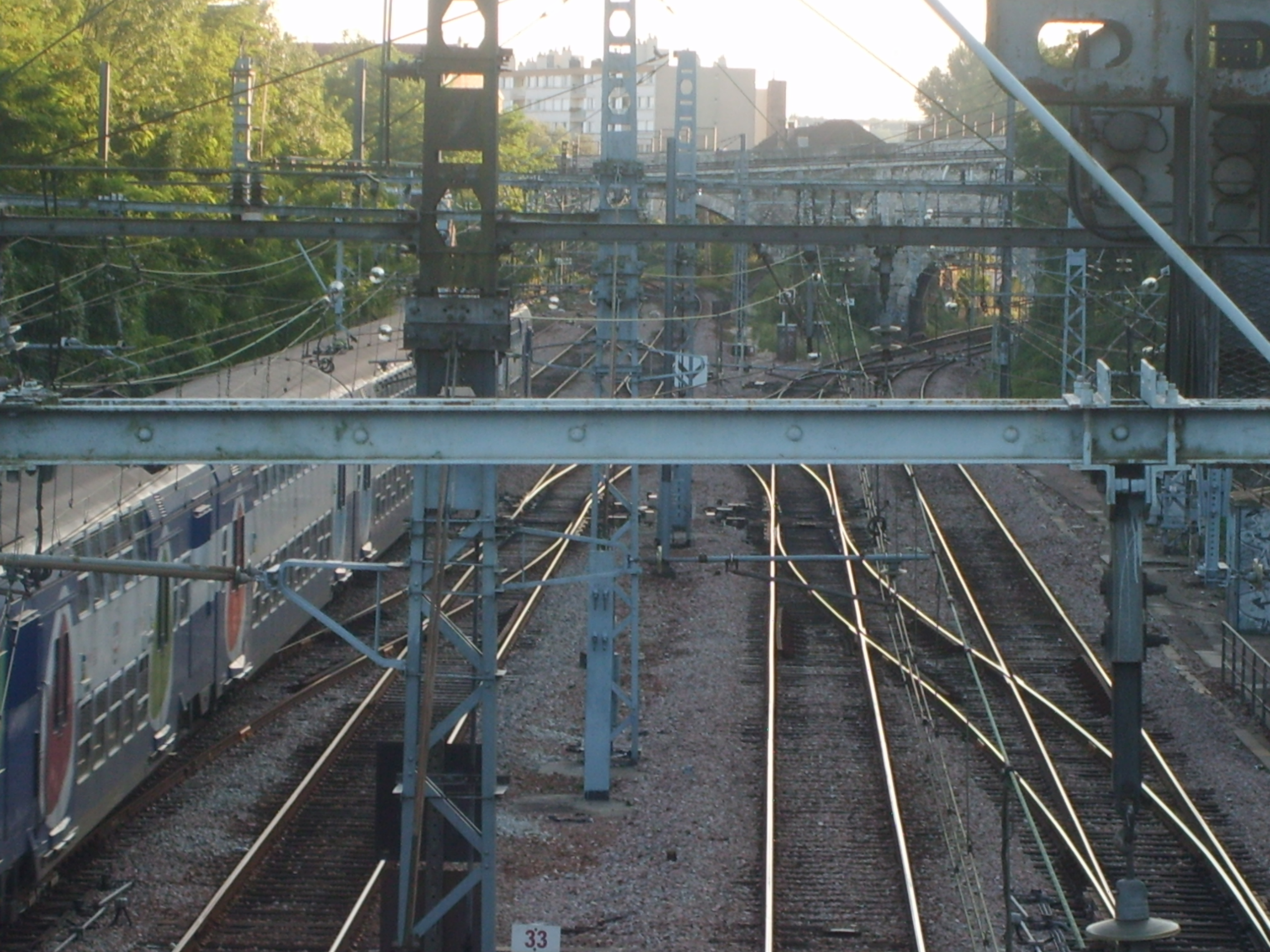
Sortie de la gare de Corbeil-Essonnes. À gauche, les voies de Malesherbes et à droite, celles de Melun. Au fond, le pont de la RN 7. Au sortir de la gare de Corbeil-Essonnes, les lignes de Montargis et de Melun se séparent, chacune prenant apparemment la direction opposée à celle qui devrait être la sienne et passant sous le très haut pont en maçonnerie supportant la route nationale 7.

### Tracé

#### De Villeneuve-Saint-Georges à Juvisy-sur-Orge
Au départ de Villeneuve-Saint-Georges, important nœud ferroviaire, la ligne traverse l'Yerres puis se sépare de la ligne classique Paris – Marseille qui la franchit par des sauts-de-mouton. À quatre voies, elle suit alors un tracé relativement rectiligne et en palier longeant au nord des terrains en friche la séparant de la Seine et au sud les habitations de la commune de Vigneux-sur-Seine, desservie par une gare.
Le remblai sur lequel la ligne est établie s'élève progressivement jusqu'au viaduc d'Athis-Mons enjambant la Seine. Après ce franchissement, les voies se séparent, celles destinées au fret se raccordant à celles du triage de Juvisy tandis que celles vouées à la banlieue rejoignent par une longue pente la gare voyageurs où elles côtoient celles de la ligne C du RER.

#### De Juvisy-sur-Orge à Corbeil-Essonnes
Après Juvisy-sur-Orge, la ligne, maintenant à double voie, longe la Seine jusqu'à Corbeil.
D'abord, coincée entre le fleuve et la route nationale 7, elle traverse un tissu urbain mêlant habitations et zones industrielles, desservant Viry-Châtillon. Puis les habitations cèdent le pas aux industries et aux zones commerciales. L'ancienne gare, abandonnée, de Grigny-Val-de-Seine marque l'origine de la ligne de Grigny à Corbeil-Essonnes, dite « ligne du plateau d'Évry ».
La ligne de Villeneuve-Saint-Georges à Montargis, quant à elle, reste à proximité de la Seine, justifiant par là l'appellation « par la vallée » donnée à ce tronçon. Les dernières industries disparaissent et la ligne longe, à l'est, les berges de la Seine et les espaces de loisir qui y sont implantés et, à l'ouest, des parcs et jardins boisés.
Les abords des gares de Ris-Orangis, du Grand Bourg et d'Évry-Val-de-Seine retrouvent un aspect plus urbanisé, surtout à Ris-Orangis où se trouvent d'anciens établissements industriels abandonnés et des immeubles d'habitation.
Après être passée sous la Francilienne, la ligne, rejointe par celle descendant du plateau d'Évry, entre par une courbe serrée à droite dans la gare de Corbeil-Essonnes.

#### De Corbeil-Essonnes à La Ferté-Alais
La ligne de Melun oblique en descendant vers la droite tandis que celle de Montargis part en montant vers la gauche.
Après avoir franchi l'Essonne, elle s'établit alors sur sa rive droite, traversant en remblai des quartiers résidentiels du sud de Corbeil, Essonnes, puis elle s'établit à flanc de coteau, dessert la gare de Moulin-Galant, franchit à angle droit sur un pont la ligne de Corbeil-Essonnes à Montereau, juste avant que celle-ci ne rejoigne la vallée de la Seine par un tunnel et passe ensuite sous l'autoroute A6.
La ligne a maintenant quitté l'agglomération parisienne et va remonter progressivement le cours de la vallée de l'Essonne jusqu'au plateau du Gâtinais. Elle longe toujours sur la rive droite, tantôt à flanc de coteau, tantôt en remblai, les marais de l'Essonne dans un paysage très boisé et dessert au passage la ville de Mennecy. Puis, après Ballancourt-sur-Essonne, alternant tranchées et remblais, le paysage s'élargit jusqu'à l'arrivée à La Ferté-Alais, ville établie au niveau d'un resserrement de la vallée.

#### De La Ferté-Alais à Malesherbes
Après La Ferté-Alais, la vallée de l'Essonne est plus étroite. La ligne, de plus en plus sinueuse, alterne tranchées et remblais dans des paysages campagnards fermés à l'horizon par les coteaux. Elle dessert Boutigny-sur-Essonne et Maisse puis traverse la rivière avant de rejoindre la gare de Buno - Gironville. La gare de Boigneville marque la limite de l'Île-de-France et de la tarification banlieue qui s'y applique.
Désormais, après que le voyageur a aperçu au pied du remblai les dernières cressonnières, la ligne remonte, par une longue rampe dans un paysage boisé et accidenté, vers le plateau du Gâtinais. Peu avant le sommet de la rampe, un paysage de champs remplace les bois, puis la ligne arrive en gare de Malesherbes.

#### De Malesherbes à Montargis
Après Malesherbes, la ligne est maintenant à voie unique. Après avoir franchi à niveau la route nationale 152 se dirigeant vers Pithiviers, les lignes à voie unique et non électrifiées de Bourron-Marlotte et de Pithiviers se détachent chacune dans sa direction. Un court tronçon, non électrifié, est maintenu en état afin de servir de tiroir aux longs trains de matériaux lors de chantiers de modernisation sur le tronçon encore en service, puis un heurtoir marque la fin de la partie exploitée de la ligne.

## Équipement
La ligne est électrifiée jusqu'à Malesherbes, comme tout le réseau de banlieue Paris-Lyon, en courant continu 1,5 kV, équipée du block automatique lumineux (BAL), du contrôle de vitesse par balises (KVB) jusqu'à Corbeil-Essonnes et d'une liaison radio GSM-R. L'électrification date du 27 août 1950 pour la section de Villeneuve-Saint-Georges à Corbeil-Essonnes ; du 13 janvier 1984 pour la section Corbeil – La Ferté-Alais et du 27 septembre 1992 pour la section La Ferté-Alais – Malesherbes.

### Dates d'électrification
- Section de Villeneuve-Saint-Georges à Corbeil-Essonnes : 10 août 1950.
- Section de Corbeil-Essonnes à La Ferté-Alais : 13 janvier 1984.
- Section de La-Ferté-Alais à Malesherbes : 24 septembre 1992.

De Villeneuve-Saint-Georges à Juvisy, elle comporte quatre voies. Il ne subsiste plus de passage à niveau sur cette section. De Juvisy-sur-Orge à Corbeil-Essonnes, la section comporte deux voies équipées d'installations permanentes de contre-sens (IPCS) ; elle comprend encore deux passages à niveau en milieu péri-urbain. De Corbeil-Essonnes à Malesherbes, la section comporte deux voies avec de nombreux passages à niveaux.
De Malesherbes à Montargis, elle ne comporte plus qu'une voie unique non électrifiée, non exploitée entre Malesherbes et Auxy - Juranville.

### La desserte

#### Section Paris – Corbeil-Essonnes
Sur la section Paris – Corbeil, l'horaire évolue de six aller-retour quotidiens à l'inauguration, vers une desserte renforcée aux heures de pointe, avec des trains directs de Villeneuve-Saint-Georges à Paris, au moment de la création de la SNCF. Sous l'occupation, la ligne ne propose plus que huit trains par sens.
À son ouverture, le temps de trajet était environ d'une heure ; le train inaugural avait, lui, fait le parcours en 45 minutes. En 1961, le temps de parcours est de 33 min environ pour les trains semi-directs, et de 22 min seulement pour les rares trains sans arrêt intermédiaire (36 à 37 min avec le RER D). Cette comparaison montre que l'électrification et la modernisation d'une ligne peut raccourcir considérablement la durée du voyage, mais qu'une desserte du type RER n'est pas l'optimum du point de vue de la rapidité.

#### Section Corbeil-Essonnes – Montargis
Dès la mise en service du prolongement de Montargis, quatre omnibus quotidiens relient Paris à Montargis, distants de 118 kilomètres, en environ quatre heures quinze minutes. Le développement du trafic est en partie lié à la saturation progressive de l'artère impériale, qui oblige à détourner une part croissante des circulations par la ligne du Bourbonnais. Cette croissance impose la mise en place d'une seconde voie : en 1889, les travaux s'achèvent entre Maisse et Montargis.
À l'horaire d'été 1961, tous les trains sont déjà assurés par autorails, à l'exception des trains à destination ou en provenance de Paris.
Sur la section Corbeil-Essonnes – Malesherbes, on trouve alors :
- dans le sens Paris – Malesherbes, dix omnibus du mardi au vendredi (un de moins le lundi et un de plus le samedi), dont un en provenance de Paris ; onze omnibus les dimanches et fêtes dont quatre en provenance de Paris ; un train express Paris – Montargis quotidien. Le soir en heures de pointe, deux trains partiels Corbeil – La Ferté-Alais circulent ;
- dans le sens Malesherbes – Paris, dix omnibus du lundi au samedi, dont un à destination de Paris ; dix omnibus les dimanches et fêtes également, dont quatre à destination de Paris. Un train express n'est pas proposé dans ce sens. Le matin aux heures de pointe, trois trains partiels La Ferté-Alais – Corbeil circulent (dont deux sauf les dimanches et fêtes) ; un autre train partiel circule les dimanches et fêtes au soir.

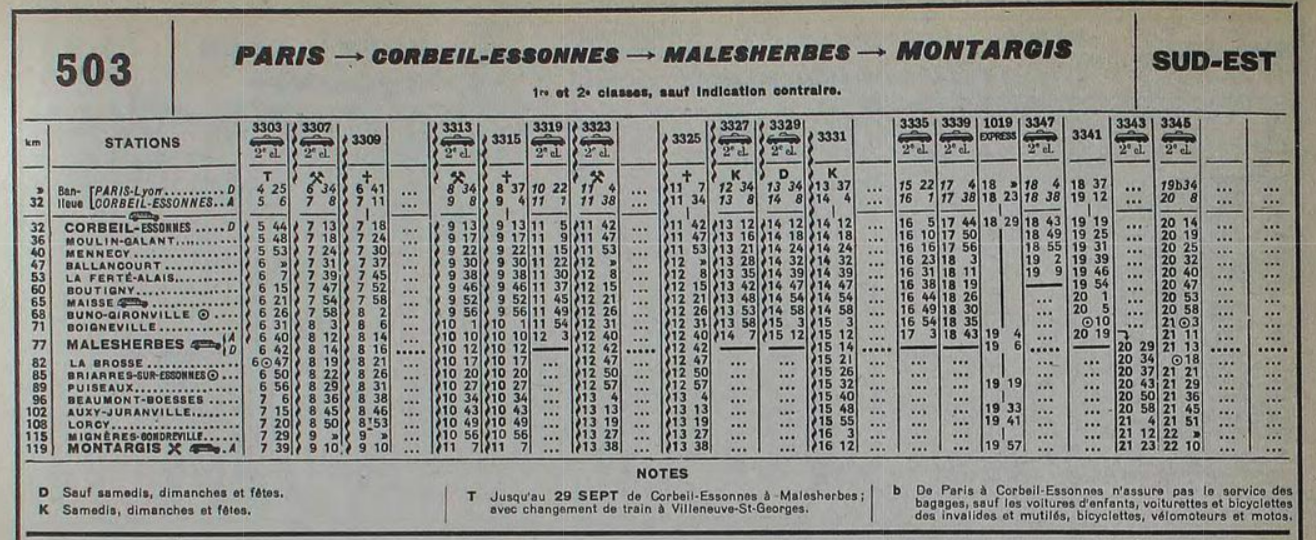
Desserte journalière de Corbeil-Essonnes à Montargis en 1956.

Sur la section Malesherbes – Montargis, on trouve :
- dans le sens Malesherbes – Montargis, six omnibus du mardi au vendredi (un de moins le lundi) et sept omnibus les samedis, dimanches et fêtes ; un train express Paris – Montargis quotidien ;
- dans le sens Montargis – Malesherbes, six omnibus du lundi au vendredi et sept omnibus les samedis, dimanches et fêtes ; aucun train express n'étant proposé.

Il y a un changement à Malesherbes pour un aller-retour les jours ouvrables, et pour deux aller-retour les dimanches et fêtes.
Le temps de parcours est de 55 à 60 min pour Corbeil – Malesherbes (42 min avec le RER D) et de 52 à 63 min pour Malesherbes – Montargis.
Sur la section desservie uniquement par autocar, entre Malesherbes et Montargis, la ligne 14 du réseau départemental du Loiret « Ulys » propose aujourd'hui un horaire minimaliste avec deux aller-retour du lundi au samedi, et un unique aller-retour les dimanches et fêtes, soit un tiers de l'offre ferrée de jadis. S'y ajoutent toutefois des renforts scolaires.
Au P.K. 43 entre Mennecy et Ballancourt, se trouvait l'arrêt facultatif de Fontenay-le-Vicomte, non desservi par certains trains, et disparu aujourd'hui.
Sur la section Malesherbes – Montargis, le service voyageurs a été supprimé au 26 septembre 1971, avec l'entrée en vigueur du service d'hiver 1971/1972. Cette fermeture entre dans le cadre de décisions prises conjointement entre la SNCF et l'État en juillet 1971, visant à rétablir l'équilibre financier de la SNCF. Le programme d'août 1966 portant sur la fermeture de cinq mille kilomètres de lignes au service voyageurs venait juste d'arriver à terme.

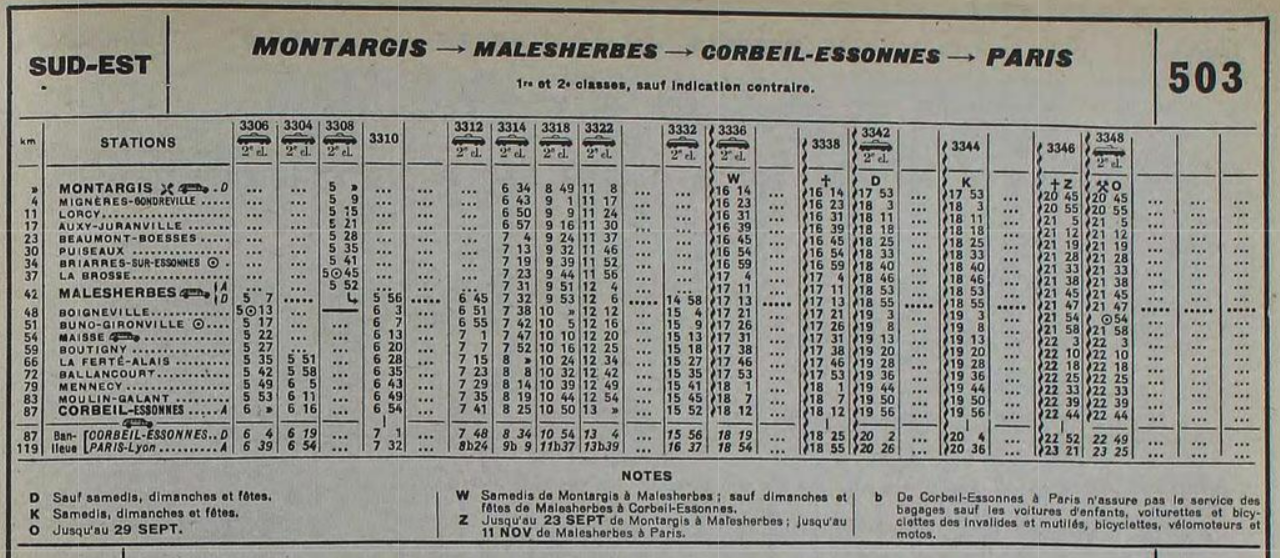
Desserte journalière de Montargis à Corbeil-Essonnes en 1956.

## Exploitation
La ligne est exploitée par la SNCF, jusqu'à Malesherbes comme tronçon de la ligne D du RER sous le label Transilien.
Elle est également utilisée pour le trafic du fret entre Villeneuve-Saint-Georges et Malesherbes (bifurcation de Filay) et entre Auxy - Juranville et Montargis.

### Vitesses limites
Vitesses limites de la ligne en 2011 pour les trains V 160 en sens impair (certaines catégories de trains, comme les automotrices de banlieue ou les trains de marchandises, possèdent parfois des limites plus faibles) :
| De                                  | À                                   | Limite |
| ----------------------------------- | ----------------------------------- | ------ |
| Villeneuve-Saint-Georges (km 14,3)  | Bifurcation de Villeneuve (km 14,9) | 135    |
| Bifurcation de Villeneuve (km 14,9) | Juvisy (km 21,5)                    | 120    |
| Juvisy (km 21,5)                    | Viry-Châtillon (km 22,7)            | 110    |
| Viry-Châtillon (km 22,7)            | Corbeil-Essonnes (km 32,4)          | 120    |
| Corbeil-Essonnes (km 32,4)          | La Ferté-Alais (km 52,5)            | 110    |
| La Ferté-Alais (km 52,5)            | Malesherbes (km 76,6)               | 100    |
| Malesherbes (km 76,6)               | Auxy - Juranville                   | ...    |

## Galerie de photographies

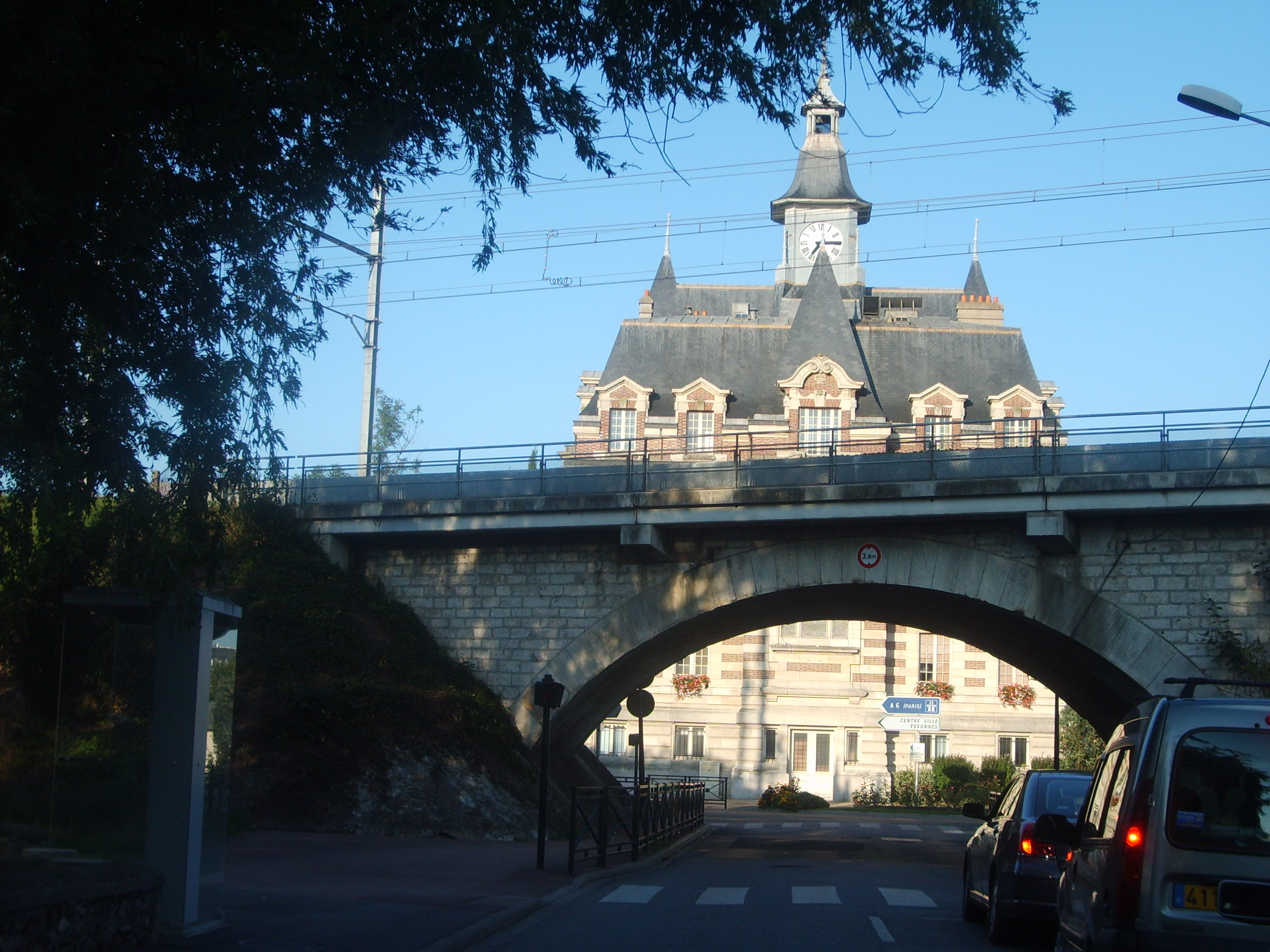
La traversée de Corbeil-Essonnes après la sortie de la gare.
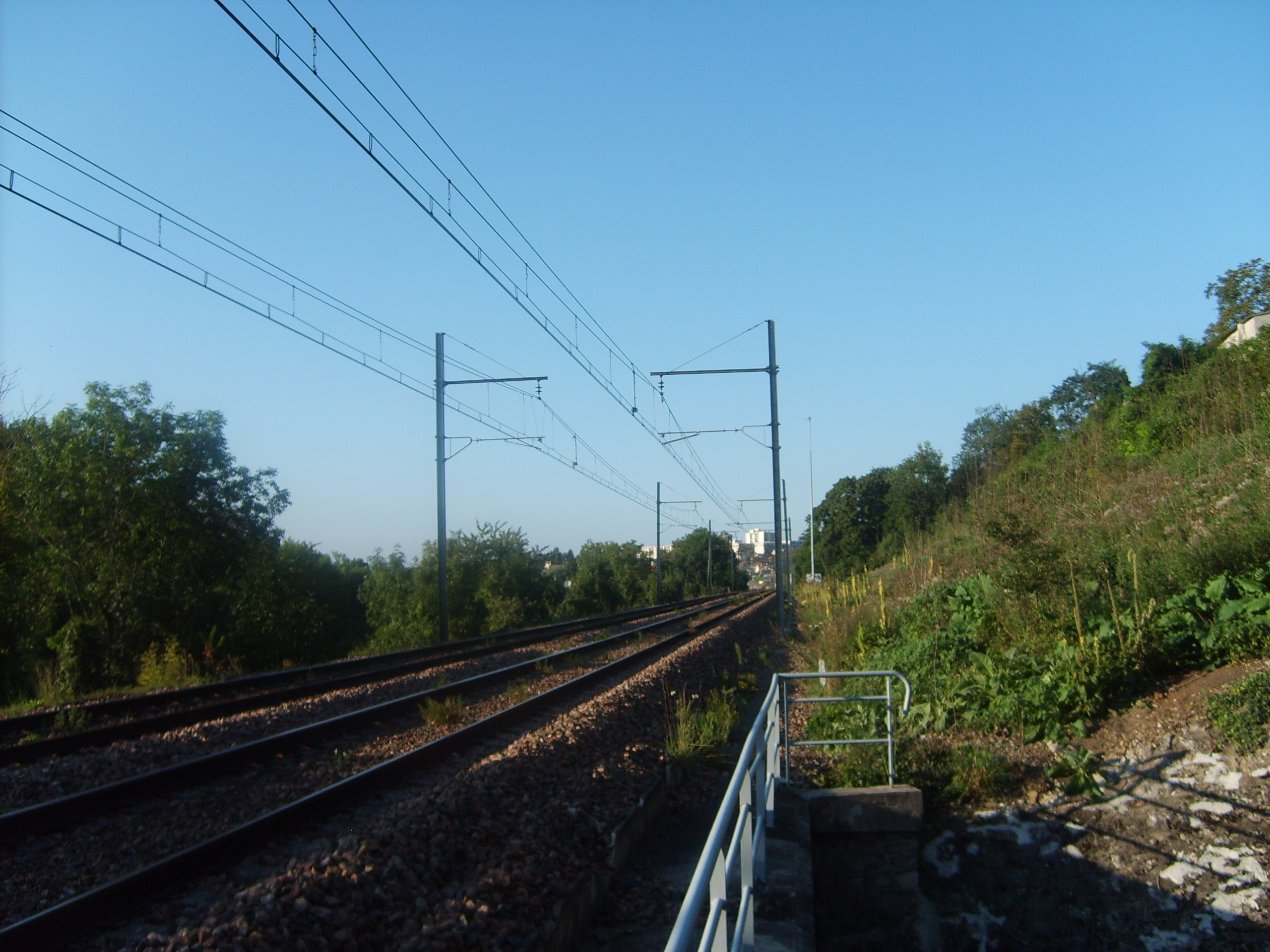
La ligne sur le flanc du coteau. Au fond, les derniers immeubles de Corbeil-Essonnes.
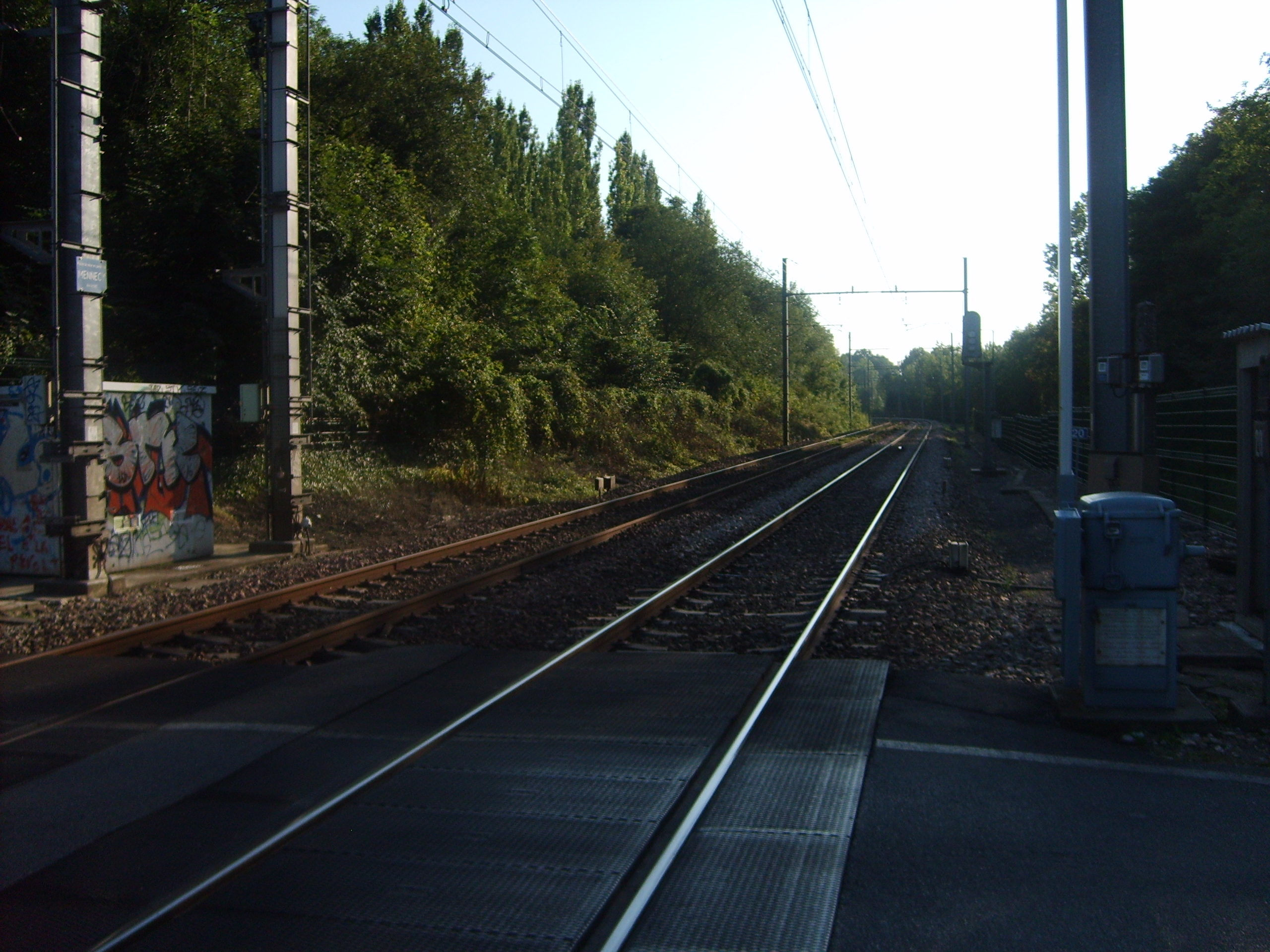
Au sud de Mennecy, la ligne s'enfonce dans la forêt qui occupe la vallée de l'Essonne.
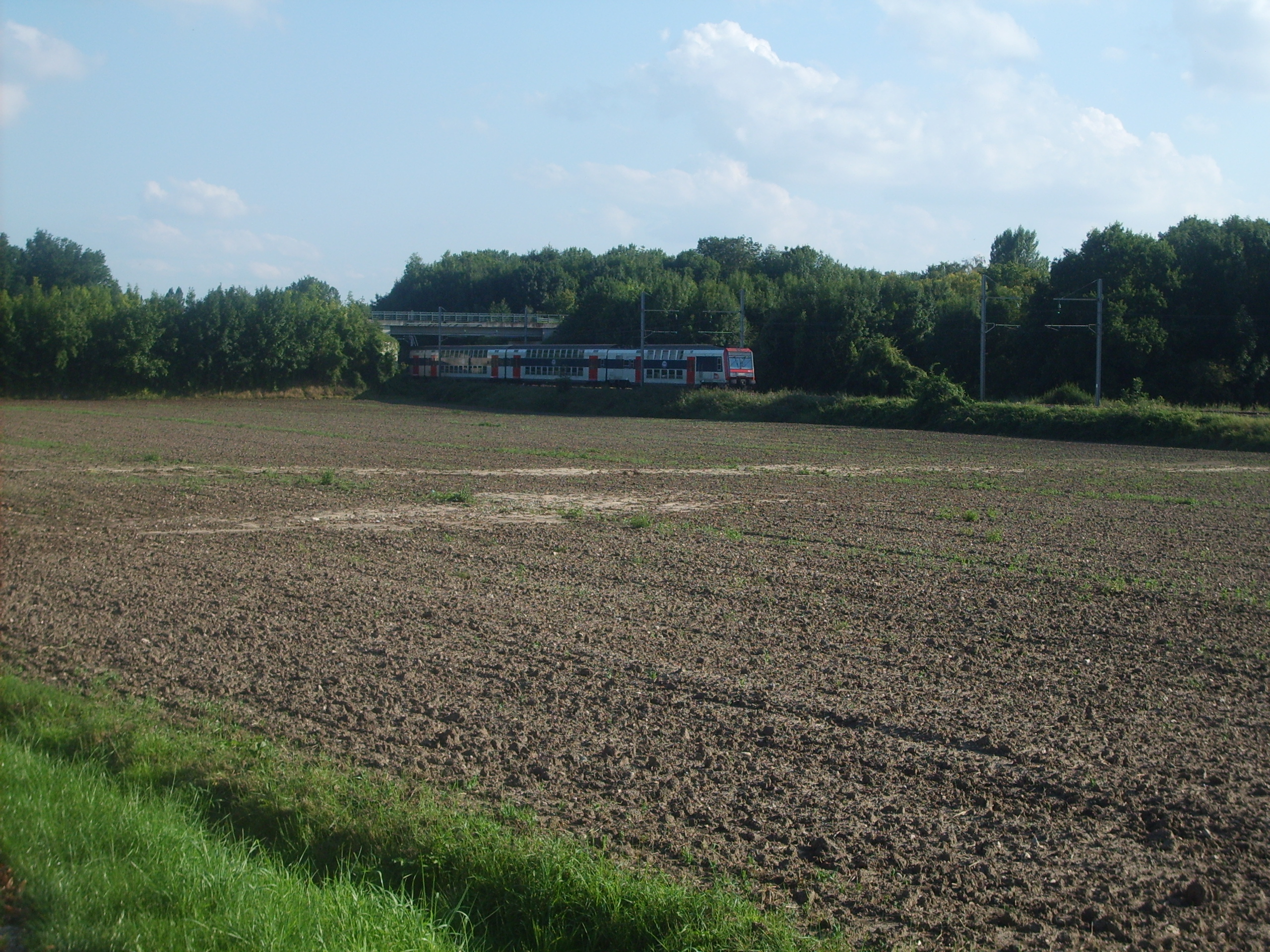
Dans les champs entre Boutigny-sur-Essonne et Maisse.